# 石黒謙吾
石黒 謙吾（いしぐろ けんご、1961年2月15日 - ）は、日本の著述家・編集者。石川県金沢市出身。著書では『盲導犬クイールの一生』がベストセラーとなり映画化もされた。

## 略歴
星稜高等学校卒業後、東京芸大油絵科を目指して上京。浪人1年目は、御茶の水美術学院（受験科）に在籍。3浪までするが断念し、日本ジャーナリスト専門学校総合科（3年制）に入学し卒業。在学中から、時事通信社運動部でアルバイト。プロ野球の記録を中心に、スポーツ報道に関わる。
卒業後、角川書店『バラエティ』誌編集部に、編集者見習い的に入るが半年で辞め、在学中から少し関わっていた、講談社『月刊PENTHOUSE』編集部に、フリー記者として関わりはじめる。同誌休刊後、同社『Hot-Dog PRESS』誌編集部の契約編集者に。年に5回ほどの女の子大特集、企業タイアップ、タレントグラビア連載など担当し、3年半在籍。1993年にフリーに。
1997年に書籍編集をメインにしたプロデュースオフィス「有限会社ブルー・オレンジ・スタジアム」を設立。『ジワジワ来る○○』（片岡K）、『ナガオカケンメイの考え』（ナガオカケンメイ）、『ザ・マン盆栽』（パラダイス山元）、『負け美女』（犬山紙子）など200冊近くのプロデュース・編集の他、自身の著書も多数ある。
中学生時代から半世紀にわたるキャンディーズのファンであり、「全キャン連」から2009年に発展的に組織された「日本キャンディーズ協会」の代表および2019年に結成された全ラン連（全国伊藤蘭連盟）の代表を務める。

## 話題

### クイールと盲導犬
『盲導犬クイールの一生』については、同書や、他の盲導犬関係の著書にそのいきさつなどが述べられている。クイールの存在を知ってから7年後、クイールを撮っていた写真家の秋元良平氏に会ってから3年後に、紆余曲折を経て刊行された。金儲けに使われるのを嫌う関係者の意見調整から始まり、10社以上の出版社に企画を断られ、文藝春秋でも2度にわたり人事異動などの理由で企画が流れるなど、障害続きだった。このことについて、自分に母親が3人いたことと、盲導犬が「生みの親」「育ての親」「しつけの親」の3人の親のもとを経ていくことを知って見えない力に後押しされたと述べられている。同書は、中国版、台湾版が、それぞれ20万部ほどのヒットになった。他に、韓国版、台湾児童向け版があり、ポルトガル版も刊行が決まっている。同書の執筆をきっかけに、『犬と歩いて 〜盲導犬ユーザーの詩』（全日本盲導犬使用者の会）ほか、盲導犬関連の書籍も多く手がけ、全日本盲導犬使用者の会の総会や交流会に参加している。

## 著作リスト

### 著書・構成の主な書籍

#### 分類王・チャート・心理
- 『図解でユカイ』石黒謙吾（ゴマブックス）2005年 - 『チャート式 試験に出ないニッポンのしくみ』（扶桑社）1999年 の復刊
- 『2択チャートde心理診断』石黒謙吾（ゴマブックス）2005年 - 『快傑チャート診断室』（デジタルハリウッド出版局）2000年 の復刊
- 『カジュアル心理学』石黒謙吾+カジュアル心理学研究会（アスキー）2000年
- 『心がまる見え！ 1分間心理テスト』石黒謙吾+カジュアル心理学研究会（三笠書房王様文庫）2000年
- 『決断できる人は2択で考える』石黒謙吾（星海社新書）2013年 ISBN 4061385348
- 『分類脳で地アタマが良くなる 頭の中にタンスの引き出しを作りましょう』石黒謙吾（KADOKAWA）2015年

#### カルチャー
- 『ダジャレ ヌーヴォー【新しい駄洒落】』石黒謙吾（扶桑社）2004年、（文庫版/扶桑社）2005年
- 『ナベツネだもの』石黒謙吾（情報センター出版局）2004年
- 『バカには絶対解けないナゾナゾ』白崎博史+石黒謙吾（朝日新聞社）2008年
- 『女性タレントミシュラン』今井舞・文 石黒謙吾・構成（情報センター出版局）2005年
- 『ぞりん』井口尊仁+石黒謙吾（扶桑社）2006年
- 『mixiの歩き方』石黒謙吾（扶桑社）2005年
- 『たこやき DE マンボ！』パラダイス山元+石黒謙吾（角川書店）2000年
- 『カップル・ストーリーズ』石黒由紀子・著 石黒謙吾・構成（エクスナレッジ）2001年
- 『日本は、』G・D　グリーンバーグ・著　石黒謙吾・プロデュース、編集、デザイン（彩流社）　2012年

#### 犬・盲導犬
- 『犬がいたから』（集英社）2007年
- 『盲導犬クイールの一生』石黒謙吾・文 秋元良平・写真（文藝春秋）2001年、（文庫版/文春文庫）2005年
- 『パピーウォーカー』（文春文庫）2006年、（単行本/全日出版）2003年
- 『どうして？ 〜犬を愛するすべての人へ』ジム・ウィリス・原作 石黒謙吾・文 木内達朗・絵（アスペクト）
- 『犬は人が好き。』石黒謙吾・作 木内達朗・絵（学研）2003年
- 『バニの家族』石黒謙吾・文 ロケット+Aridome Yasuko・写真（学研）2003年
- 『犬と歩いて…』全日本盲導犬使用者の会・著 石黒謙吾・構成（幻冬舎文庫）2006年、（単行本/ワニブックス）2002年
- 『最後のパートナー 〜盲導犬を引退した犬たち』西田章・写真 西田深雪・文 石黒謙吾・構成（幻冬舎文庫）2006年、（単行本/幻冬舎）2004年
- 『盲導犬ジョナと登った3000m』石黒謙吾（学研）2005年
- 『震災にあった盲導犬クララ』石黒謙吾・構成 小山るみ子・絵（双葉社）2005年
- 『盲導犬ボランティアは楽しい！ 〜犬バカおじさん奮闘記』伊藤雄+石黒謙吾（二見書房）2004年
- 『盲導犬のパピーたち』<ポストカード集>石黒謙吾・文・写真（新風舎文庫）2003年

#### 知識・趣味
- 『CQ判定 常識力テスト』石黒謙吾（幻冬舎文庫）2007年、（単行本/幻冬舎）2004年
- 『ベルギービール大全』三輪一記+石黒謙吾（アートン）2006年
- 『ミーム力とは？』佐倉統・監修 清水修・文 石黒謙吾・構成（数研出版）2001年
- 『ガンを治す108の方法』帯津良一・監修 石黒謙吾・構成（中経出版）2003年、（文庫版/中経文庫）2007年
- 『インディアン・アイテム100%』石黒謙吾・構成 森隆志・写真（リブロポート）1997年

### 連載

#### 雑誌
- 『POPEYE』（マガジンハウス）
  - 「チャートDEデート」2003年4月–10月（14回）
- 『Title』（文藝春秋）
  - 「チャートの王様」2000年3月–2001年4月（14回）
- 『モノ・マガジン』（ワールドフォトプレス）
  - 「見立流 新しいmonoの使い方」2005年1月–2007年1月（23回）
  - 「ダジャレ商品開発プロジェクトx+y2」2007年4月–連載中（月1回）
- 『R25』（リクルート）
  - 「失笑！ダジャレ係長」2004年7月–2005年1月（13回）
- 『sabra』（小学館）
  - 「いにしえ廣告」2000年5月–8月（7回）
  - 「チャートで目次」2000年5月–10月（10回）
- 『編集会議』（宣伝会議）
  - 「ch ART」2002年1月–2004年7月（30回）
- 『KING』（講談社）
  - 「番付王」2007年9月–2008年10月（13回）
- 『カタロガー』（インフォバーン）
  - 「地場商品プロジェクトx+y2」2005年1月–2007年1月（13回）
- 『CD HITS!』（学研）
  - 「チャート式 音楽ノ小窓」2002年4月–2003年12月（20回）
- 『野球小僧』（白夜書房）
  - 「草野球小僧!」2007年9月–2008年5月（5回）
- 『この映画がすごい!』
  - 「CGの現場から（ダジャレ企画）」1998年8月–1999年6月（6回）
- 『月刊北國アクタス』（北國新聞社）
  - 「本づくり凸凹百景」2005年4月–2007年1月（22回）
- 『日刊ゲンダイ』（日刊現代）
  - 「常識力1000本ノック」2004年9月–2005年5月（37回）

#### 新聞
- 『北國新聞』
  - 「石黒さんちの犬猫日和」2015年1月7日-※毎週火曜日掲載、由紀子夫人と共著

### メディア出演

#### CM
- 「ペット医療保険 プリズム」（アニマルプラネット） - 夫婦で犬といっしょに15秒の2パターンがCSなどでオンエア 2005年4月 - 9月

#### TV
- 『お台場トレンドウォッチング』（BSフジ） - BOOK紹介コーナー 月2ペースの準レギュラー、土曜夜生放送 2001年5月 - 2002年3月

#### ラジオ
- 『ストリーム』(TBSラジオ) - ゲストコメンテーターとして3時間の生放送 2002年10月
- 『スローモーニング』(J-WAVE) - ゲストナビゲーターとして3時間の生放送 2004年3月
- 『吉田照美のやる気MANMAN!』(文化放送) - ダジャレの話で 2004年11月
- 『大沢悠里のゆうゆうワイド』(TBSラジオ) - ダジャレの話で 2004年6月
- 『山田五郎の東京RIMIX族』(J-WAVE)
  - ダジャレの話で 2005年7月
  - 若者の新語について 2006年11月
  - 上司のタイプ別対処法について 2007年4月
- 『チャレンジ!梶原放送局』（文化放送） - 盲導犬について 2002年3月
- 『プライムアングル』(J-WAVE) - 人と犬のつながりについて 2003年9月
- 『RENDEZ-VOUS』(J-WAVE) - 戌年にちなんだ犬の話 2006年1月
- 『四谷二丁目宣伝部』（文化放送） - ミクシィについてライター小石原はるか、歌人・笹公人と 2005年6月
- 『Open Sesame!』（JFN＝東京以外の全国14局ネット）
  - ダジャレについて 2005年8月
  - 話題になる本作りについて 2006年11月

## 関連人物
- ナガオカケンメイ - 誕生日が同じで、著書の編集など親交もある。